# أشياء غريبة (الموسم 5)
الموسم الخامس والأخير من مسلسل الرعب والخيال العلمي الأمريكي أشياء غريبة، والذي يُسوَّق تحت عنوان أشياء غريبة 5 (بالإنجليزية: Stranger Things 5)، سيُعرض عبر خدمة البث نتفليكس. سيتكوّن الموسم من ثماني حلقات، ويُطرح على ثلاث مجلدات: المجلد الأول في 27 نوفمبر 2025، والثاني في 26 ديسمبر 2025، بينما تُعرض الحلقة الختامية في 1 يناير 2026. يُنتَج الموسم من قِبل مبتكري السلسلة الأخوين دفر، إلى جانب كل من شون ليفي ودان كوهين.
يعود في هذا الموسم طاقم التمثيل الرئيسي: وينونا رايدر، ديفيد هاربر، فين وولفهارد، ميلي بوبي براون، غاتن ماتارازو، كاليب ماكلوغلين، نواه شناب، سادي سينك، ناتاليا داير، تشارلي هيتون، جو كيري، مايا هوك، بريا فيرغسون، بريت غيلمان، كارا بونو، وجيمي كامبل باور كما تنضم إليهم أميبيث ماكنولتي التي تمت ترقيتها إلى الطاقم الرئيسي بعد ظهورها كضيفة في الموسم السابق، إلى جانب ليندا هاملتون التي تُشارك في الموسم للمرة الأولى.

## تمهيد
بعد عام من أحداث الموسم الرابع، في خريف عام 1987، يسعى الأصدقاء للعثور على فيكنا وقتله بعد أن تسببت الشقوق التي فُتحت في هوكينز في تهديدٍ متصاعد. لكن المهمة تزداد تعقيدًا مع وصول الجيش إلى هوكينز وبدئه في مطاردة إليفن. وبالقرب من ذكرى اختفاء ويل بايرز، يتعيّن على المجموعة أن تبقى متماسكة للمرة الأخيرة من أجل خوض المعركة النهائية، ومواجهة قوة أشد فتكًا وخطرًا من أي شيء عرفوه من قبل.

## الممثلين والشخصيات

### الشخصيات الرئيسية
- وينونا رايدر في دور جويس بايرز.
- ديفيد هاربر في دور جيم هوبر.
- ميلي بوبي براون في دور إيليفن / جين هوبر.
- فين ولفهارد في دور مايك ويلر.
- جاتين ماتارازو في دور داستن هندرسون.
- كيلب ماكلوغلين في دور لوكاس سنكلير.
- نواه شناب في دور ويل بايرز.
- سايدي سينك في دور ماكس مايفيلد.
- ناتاليا داير في دور نانسي ويلر.
- تشارلي هيتون في دور جوناثان بايرز.
- جو كيري في دور ستيف هارينجتون.
- مايا هوك في دور روبن باكلي.
- بريت غيلمان في دور موراي بومان.
- بريا فيرغسون في دور إيريكا سنكلير.

### شخصيات مهمة
- جيمي كامبل باور في دور فيكنا / هنري كريل / رقم واحد.
- كارا بوونو في دور كارين ويلر.
- ليندا هاميلتون في دور الدكتورة كاي.[1]
- أميبيث ماكنولتي في دور فيكي.

### شخصيات مؤكد ظهورها
- جو كريست في دور تيد ويلر. [2]
- نيل فيشر بدور هولي ويلر. [3]
- جيك كونيلي في دور ديريك تورنباو.
- أليكس برو في دور الملازم آكيرز.
- شيرمان أغسطس بدور المقدم جاك سوليفان. [4]

## الحلقات[ا]
| ر. الإجمالي | العنوان                            | المخرج         | الكاتب           | تاريخ العرض الأصلي |
| ----------- | ---------------------------------- | -------------- | ---------------- | ------------------ |
| 1           | «الفصل الأول: الزحف»               | الاخوان دفر    | الاخوان دفر      | 27 نوفمبر 2025     |
| 2           | «لم يٌعلن عنه»                      | الاخوان دفر    | الاخوان دفر      | 27 نوفمبر 2025     |
| 3           | «الفصل الثالث: فخ القوس الدوار»    | فرانك دارابونت | كيتلين شنايدرهان | 27 نوفمبر 2025     |
| 4           | «الفصل الرابع: الساحر»             | لم يحدد يعد    | بول ديكتر        | 27 نوفمبر 2025     |
| 5           | «الفصل الخامس: صدمة جوك»           | فرانك دارابونت | كورتيس جوين      | 26 ديسمبر 2025     |
| 6           | «الفصل السادس: الهروب من كامازوتز» | لم يُحدد بعد    | كيت تريفري       | 26 ديسمبر 2025     |
| 7           | «الفصل السابع: الجسر»              | لم يحدد بعد    | الأخوان دفر      | 26 ديسمبر 2025     |
| 8           | «الفصل الثامن: العالم الصحيح»      | الأخوان دفر    | الأخوان دفر      | 1 يناير 2026       |

## الإنتاج

### التطوير
في 17 فبراير 2022، أصدر مبتكرا المسلسل، مات وروس دفر، رسالة موسعة تناولت مستقبل السلسلة، تضمّنت إعلانًا عن جدول إصدار الموسم الرابع الذي قُسِّم إلى جزأين، بالإضافة إلى نية الأخوين دفر تطوير مسلسل فرعي تجري أحداثه ضمن عالم السلسلة، وتجديد العمل لـ موسم خامس وأخير يُشكّل خاتمة للأحداث على منصة نتفليكس. وكان الثنائي قد صرّح في وقت سابق بأن المسلسل صُمم ليُختتم في أربعة مواسم فقط، إلا أن المنتجين أعلنوا رسميًا عن موسم خامس في عام 2017. وكما جرت العادة في المواسم السابقة، بدأ التخطيط للموسم الخامس قبل عرض الموسم الذي يسبقه، لكن التطورات المرتبطة بـجائحة كوفيد-19 ساهمت في إحداث تغيير جوهري في منهجية العمل؛ إذ تمكن الأخوان دفر، وللمرة الأولى، من وضع الخطوط العريضة للموسم الخامس بالكامل قبل بدء تصوير الموسم الرابع، في خروج واضح عن نمط التطوير التقليدي المتّبع في السلسلة.
لاحقًا، قام الفريق الإبداعي بمراجعة هذه الخطط وتعديل هيكل أحداث الموسم الخامس بناءً على ردود الفعل الجماهيرية والنقدية عقب عرض الموسم الرابع، ما أدى إلى إعادة صياغة نهاية السلسلة بالكامل، بما يعكس مرونة عملية التطوير وتأثرها بالتفاعل الجماهيري. وفي سبتمبر 2023، جرى تأكيد مشاركة المنتج التنفيذي شون ليفي في إخراج حلقة واحدة على الأقل من الموسم الأخير. كما شهد الموسم أيضًا عودة فرانك دارابونت من التقاعد لإخراج حلقتين، نظرًا لكونه من أبرز المعجبين بالسلسلة هو وزوجته.

### الكتابة
بدأت مرحلة كتابة الموسم الخامس من المسلسل في 2 أغسطس 2022، وذلك بعد نحو شهر من عرض الجزء الثاني من الموسم الرابع. وفي 6 نوفمبر 2022، والذي يصادف ما يُعرف بـ"يوم الأشياء الغريبة"، أُعلن رسميًا أن الحلقة الافتتاحية للموسم ستحمل عنوان "الفصل الأول: الزحف" (Chapter One: The Crawl)، وستكون من تأليف الأخوين دفر.
وفي مهرجان نقابة الكُتّاب 2022، صرّح الأخوان دفر بأن بعض الأفكار غير المُستخدمة التي وُضعت مبدئيًا للموسم الثاني فُعّلت و طُوّرت لتُدرج ضمن أحداث الموسم الخامس، مما يُبرز طابع الترابط البنيوي والتراكمي في عملية الكتابة. وقد أتاح تأثير جائحة كوفيد-19 لهما وقتًا كافيًا لصياغة الخطوط العريضة للموسم الخامس بشكل مسبق، قبل حتى البدء في تصوير أو تحرير الموسم الرابع. ومع ذلك، فإن التعليقات الواردة من الجمهور والمتعاونين في العمل عقب إصدار الموسم الرابع دفعت الثنائي إلى إعادة النظر في بعض تفاصيل الحبكة وتعديل أجزاء من الموسم الخامس، وبالأخص النهاية المرتقبة للمسلسل، والتي طُرحت لاحقًا على منصة نتفليكس، بالرغم من أن البنية العامة للرؤية الأصلية ظلت كما هي في معظمها.
وصف فريق الكتابة نغمة الموسم الخامس بأنها مزيج بين "الموسم الأول والموسم الرابع"، مُشبَّهين إياهما بأنهما أنجبا طفلًا حُقن بالستيرويدات، في إشارة إلى التزاوج بين الحنين البسيط والبُعد النفسي المخيف مع تصعيد واضح في الكثافة الدرامية والإثارة. غير أن عملية الكتابة لم تسر بلا انقطاع، ففي 6 مايو 2023، أعلن الأخوان دفر عن توقف العمل مؤقتًا نتيجة إضراب نقابة الكتاب الأمريكية لعام 2023. وبعد انتهاء الإضراب في 27 سبتمبر من العام نفسه، نشر الحساب الرسمي لكتّاب المسلسل صورة تحمل عبارة "لقد عدنا" (We're Back)، ما أكد رسميًا استئناف عملية الكتابة.
ونظرًا لنجاح المسلسل الكبير وربحيته على منصة نتفليكس، إضافة إلى تقدُّم عمر طاقم التمثيل الشبابي وصعوبة تجسيدهم لمراهقين إلى أجل غير مسمّى، فقد أولت نتفليكس أولوية قصوى لاستكمال العمل على سيناريو الموسم الأخير. وفي 14 أكتوبر 2023، كُشف أن أكثر من نصف الكتابة قد اكتمل، مما يعكس تقدمًا ملموسًا في التحضيرات النهائية للموسم الختامي.

### اختيار الممثلين
يضم الموسم الخامس والأخير من المسلسل عودة معظم طاقم التمثيل الأساسي الذي لعب دورًا محوريًا في ترسيخ هوية المسلسل، بما في ذلك: وينونا رايدر بدور جويس بايرز، ديفيد هاربر بدور جيم هوبر، فين وولفهارد بدور مايك ويلر، ميلي بوبي براون بدور إليفن، غايتن ماتارازو بدور داستن هندرسون، كالب ماكلوغلين بدور لوكاس سنكلير، نواه شناب بدور ويل بايرز، سايدي سينك بدور ماكس مايفيلد، ناتاليا داير بدور نانسي ويلر، تشارلي هيتون بدور جوناثان بايرز، جو كيري بدور ستيف هارينغتون، مايا هوك بدور روبن باكلي، بريا فيرجسون بدور إيريكا سنكلير، بريت غيلمان بدور موراي بومان، كارا بوونو بدور كارين ويلر، بالإضافة إلى جيمي كامبل باور بدور فيكنا/هنري كريل، الخصم الرئيسي في الموسم الرابع.
وفي يونيو 2023، وخلال فعالية "TUDUM" التي أقامتها منصة نتفليكس، أُعلن عن انضمام ليندا هاميلتون، أيقونة أفلام الخيال العلمي، إلى طاقم الموسم الخامس. وقد تواصلت هاميلتون مع الأخوين دفر عبر اتصال عبر تطبيق زوم حيث أُبلغت بتفاصيل حول "طبيعة" شخصيتها، دون الكشف عن تفاصيل القصة أو محورها ضمن الأحداث.
ومع انطلاق مرحلة التصوير في يناير 2024، أكدت صورة جماعية لفريق العمل نشرتها نتفليكس عودة الممثلة إيميبيث ماكنولتي لتجسيد شخصية "فيكي"، التي ظهرت للمرة الأولى في الموسم الرابع. وفي يوليو 2024، شهد الطاقم انضمام ثلاثة ممثلين جدد هم: نيل فيشر، جيك كونلي، وأليكس برو، في أدوار لم يُكشف عن تفاصيلها بعد. وفي تطور ملفت في أكتوبر 2024، وفي منتصف فترة التصوير، أعلنت شركة "نايت ايدج ميديا" عن فتح باب الاختيار لممثلة صغيرة تجسد شخصية سارة هوبر، ابنة جيم هوبر المتوفاة والتي ظهرت سابقًا في الموسم الأول من خلال مشاهد الفلاش باك التي جسدتها آنذاك إيل جراهام. وقد نص الإعلان على وجوب تشابه الممثلة الجديدة مع جراهام في مظهرها في ذلك الوقت، مما يشير إلى احتمالية عودة الشخصية في مشاهد فلاش باك محورية. وفي نوفمبر 2024، أُكّد أن نيل فيشر ستؤدي دور هولي ويلر، الشقيقة الصغرى لمايك ونانسي، وهي شخصية كانت تظهر في الخلفية بشكل متقطع خلال المواسم السابقة، ويبدو أن دورها سيتسع في الموسم الأخير.

### التصوير
واجه إنتاج الموسم الخامس من الموسم سلسلة من التحديات اللوجستية والتأجيلات نتيجة نزاعات العمل في هوليوود عام 2023، وعلى رأسها إضراب نقابة الكُتّاب، مما أدى إلى تأخير جدول التصوير الأصلي الذي كان من المقرر أن يتزامن مع التزامات عدد من الممثلين في مشاريع أخرى.
كان من المقرر في البداية أن يصوّر ديفيد هاربور مشاهده بدور "جيم هوبر" بالتوازي مع مشاركته في تصوير فيلم "الصواعق*" ضمن عالم مارفل السينمائي، حيث يؤدي دور "أليكسي شوستاكوف / الحارس الأحمر"، وذلك في مدينة أتلانتا. غير أن تأجيل كلا الإنتاجين بسبب الإضرابات أدى إلى إعادة جدولة تصوير مشاهد هاربور، ما سمح له بالتنقل بين المشروعين بشكل أكثر مرونة. من جانبها، كانت وينونا رايدر قد حصلت عند انضمامها إلى العمل في منتصف عام 2015 على بند في عقدها مع الأخوين دفر يتيح لها الغياب مؤقتًا عن المسلسل لإعادة تجسيد دور "ليديا ديتز" في تكملة محتملة لفيلم بيتلجوس (1988)، والتي كان المخرج تيم بيرتون يخطط لها منذ مطلع الألفية. إلا أن التصوير الفعلي لفيلم "بيتلجوس بيتلجوس" (2024) أُنجز قبل بدء إنتاج الموسم الخامس، وسط فترة النزاعات، مما أتاح لرايدر التفرغ الكامل للموسم الجديد دون تفعيل هذا البند.
وبعد أشهر من التأجيلات، انطلق التصوير الفعلي للموسم الخامس في 8 يناير 2024. وفي مارس من العام نفسه، أفادت ميلي بوبي براون بأن التصوير من المتوقع أن يستمر لمدة تسعة أشهر تقريبًا، كما أكدت أنها اطّلعت على سيناريو ست حلقات آنذاك. وفي 27 يونيو، صرحت مايا هوك في بودكاست "Podcrushed" أن الموسم سيتألف من ثمان حلقات طويلة أشبه بـ"أفلام مستقلة"، مما يشير إلى أسلوب سردي مكثّف وأجواء ملحمية. أما في 3 يوليو 2024، فأعلن روس دفر أن عملية الإنتاج قد وصلت إلى منتصف الطريق، قبل أن يكشف فين وولفهارد لاحقًا في أكتوبر لـمجلة بيبول أنهم كانوا "على وشك الانتهاء من التصوير". وأخيرًا، اكتمل تصوير الموسم الخامس رسميًا في 20 ديسمبر 2024، ليتم الانتقال بعدها إلى مرحلة ما بعد الإنتاج، والتي يتوقع أن تكون شاملة نظرًا للطابع البصري الثقيل للمسلسل.

### مرحلة ما بعد الإنتاج
في يناير 2025، كشف الأخوان دفر أن مرحلة ما بعد الإنتاج للموسم الخامس قد انطلقت بالفعل، مع تقدم ملحوظ في العمل على المؤثرات البصرية، وهو عنصر محوري في هوية المسلسل السردية والبصرية. وأشارا إلى أن وتيرة التقدم في المؤثرات البصرية كانت "متقدمة عن الجدول الزمني المخطط له"، وهو ما يُعد أمرًا نادرًا في مشاريع إنتاج بهذا الحجم والتعقيد، خصوصًا في ظل الاعتماد الكثيف على الصور المنشأة بالحاسوب (CGI) لإعادة خلق العالم المقلوب (Upside Down) والمخلوقات الخارقة ذات الطابع الكوني المرعب.

## التسويق
أُصدر ملصق "مفقودة" لشخصية إليفن (باسمها القانوني: جين هوبر) في يناير 2025، ونُشرت لقطات جديدة من الموسم بتاريخ 31 مايو 2025 خلال فعالية تودوم (Tudum)، بالتزامن مع الإعلان عن تواريخ الإصدار. وفي 15 يوليو 2025، تم الكشف عن أول ملصق ترويجي رسمي للموسم. أما المقطع الدعائي الأول فقد صدر في 16 يوليو 2025.

## الإصدار
سيصدر المجلد الأول في 27 نوفمبر 2025، والجزء الثاني في 26 ديسمبر، أما الحلقة الأخيرة في 1 يناير بمنطقة الشرق الأوسط وشمال إفريقيا على منصة نتفليكس. 